# جامع يوسف أفندي
جامع يوسف أفندي (بالمقدونية: ، وبالألبانية: Xhamia Jusuf Efendi، وبالتركية الحديثة: Yusuf Efendi Camii) هو جامع في جمهورية مقدونيا الشمالية الحالية، أُنشئ سنة 1773، إبان خضوع المنطقة للحكم العثماني. تهدّم جزئيًا من جرّاء زلزال سنة 1963، ورُمِّم سنة 1967.